# 伊爾默瑙河
伊爾默瑙河是德國的河流，位於下薩克森州，屬於易北河的左支流，河道全長107公里，流域面積2,852平方公里，發源自呂訥堡石楠草原，流經烏埃爾岑和呂訥堡，河口處在溫森。